# Jaroslav Košnar
Jaroslav Košnar (17. srpna 1930 – 21. dubna 1985) byl slovenský fotbalista, československý reprezentant a účastník mistrovství světa roku 1954 ve Švýcarsku (byť do bojů šampionátu přímo nezasáhl). Za československou reprezentaci odehrál 2 zápasy. V československé lize hrál za ČH Bratislava.